# Ђорђе Ивановић
Ђорђе Ивановић (Вуковар, 20. новембар 1995) српски је фудбалер који тренутно наступа за Чукарички.

## Каријера

### Спартак Суботица

#### Почеци
Преселивши се у Србију, Ивановић је своју каријеру започео у млађим категоријама ОФК Кикинде. Челници суботичког Спартака запазили су га једном приликом, када је због парних картона играо на туђу регистрацију, а на утакмици је тада постигао два поготка за свој тим. У Спартак је прешао као средњошколац и у младом тиму остао све до краја 2012. године. Почетком наредне године прослеђен је на позајмицу тадашњем четвртолигашу Бачкој 1901. У овом клубу остао је до краја исте године, постигавши 3 гола на 13 утакмица у српској лига Војводине, од чега два против Палића, када је проглашен играчем утакмице. У међувремену је потписао стипендијски уговор са матичним Спартаком. Прву половину 2014. године провео је на позајмици у Палићу, а затим је прослеђен Сенти на једногодишњу двојну регистрацију. Током првог дела сезоне постигао је 7 голова на 15 утакмица, да би у наставку забележио још два наступа.

#### Сезона 2014/15: улазак у први тим
Почетком 2015. године, Ивановић се вратио у Спартак, тренирајући са првим тимом током зимске паузе. Првој екипи клуба, потом је и званично прикључен код тренера Петра Курћубића, а за тим је дебитовао одигравши свих 90 минута на гостовању Радничком из Крагујевца, 21. фебруара исте године. Недељу дана касније, Ивановић је постигао свој први погодак, за победу од 1—0 против екипе ОФК Београда. У наредном колу, постигао је оба гола за свој тим у поразу од лучанске Младости. Поред три гола које је постигао током пролећног дела сезоне, Ивановић је забележио исто толико асистенција и то у утакмицама против Јагодине када је два пута „наместио гол” Немањи Милићу, односно у утакмици последњег кола против Чукаричког, када је помогао Андреју Мркели да се упише у стрелце. До краја сезоне, наступио је на свих 15 лигашких утакмица са просечном оценом 6,70.

#### Сезона 2015/16: професионални уговор
Лета 2015. године, Ивановић је потписао свој први трогодишњи уговор, и заједно са саиграчима Марком Јондићем и Бранимиром Јочићем представљен на званичној промоцији. Том приликом задужио је број 10 на дресу, који је остао упражњен након одласка Милорада Балабановића из клуба. Сезону 2015/16. у Суперлиги Србије започео је као прва опција у нападу код тренера Стевана Мојсиловића, али се након неколико уводних утакмица без поготка преселио на клупу, забележивши само један наступ у лигашком делу и једну утакмицу у купу Србије у периоду од септембра до краја октобра. Убрзо по одласку тренера Мојсиловића, Андреј Чернишов је Ивановића вратио у састав екипе. Свој први гол у сезони постигао је у утакмици 21. кола, против екипе Новог Пазара, одиграној 12. децембра 2015. године. До краја регуларног дела сезоне, углавном је коришћен као резерва. Касније, у доигравању за опстанак, голове је постизао против екипа Јавора, Металца, односно Јагодине, када је мрежу погодио два пута. Поред пет постигнутих голова, забележио је и две асистенције, и то против поменутог Металца, као и у последњем колу првенства против екипе Рада.

#### Сезона 2016/17: плејмејкер
Након што је клуб сачувао место у највишем рангу српског фудбалског такмичења, тренер Чернишов је у новој сезони Ивановићу наменио место стартера. Први гол у сезони 2016/17. у Суперлиги Србије постигао је у другом колу против екипе Радничког из Ниша. До краја првог дела сезоне постигао је још два лигашка поготка, против Чукаричког и Новог Пазара, да би против Бачке из Бачке Паланке постигао свој први гол у купу Србије. Током пролећног дела сезоне у стрелце се уписивао против Црвене звезде, када је постигао једнини погодак за своју екипу на стадиону Рајко Митић, да би касније био прецизан и против Металца, Чукаричког, односно два пута против Бачке на затварању сезоне. Претходно је, у априлу 2017. године продужио уговор са клубом до лета 2019. Иако је током сезоне најчешће наступао на крилним позицијама, по левој или десној страни терена, тренер га је на неколико утакмица користио на месту другог нападача.

#### Сезона 2017/18: капитен екипе
Доласком Александра Веселиновића на место шефа стручног штаба у тиму Спартака, Ивановићу је намењена улога заменика капитена, што је практично значило да ће предводити екипу када најискуснији појединац, Владимир Торбица, није на терену. Свој први гол у сезони, Ивановић је постигао на гостовању Борцу из Чачка у другом колу, а затим је погодио и у сусрету против Мачве три кола касније. У две узастопне утакмице, против Војводине у 7. и Напретка у 8. недељи првенства, Ивановић је постигао по два гола, што је резултирало његовим проглашењем за играча кола у Суперлига Србије. До краја 2017. године, односно у првом делу такмичења за сезону 2017/18, Ивановић је на 21-ој првенственој утакмици постигао 11 голова и забележио укупно 5 асистенција. Такође, према избору тренера и играча свих екипа, Ивановић је проглашен најкориснијим играчем домаћег шампионата у првом делу сезоне. Крајем године, додељено му је и признање за најбољег фудбалера Спартака у протеклих 12 месеци.

### Партизан
Након вишедневних интензивних преговора два клуба Ивановићев трансфер у Партизан договорен је 22. јануара 2018. године, што је наредног дана у јутарњим часовима потврдио и сам играч. Вредност трансфера процењена је на 400 хиљада евра, као и 20 процената од наредне продаје. Током дана, Ивановић је потписао четворогодишњи уговор са Партизаном, а на званичној промоцији у новом клубу задужио је дрес са бројем 18. За Партизан је дебитовао у Лиги Европе 15. фебруара 2018. године, заменивши Сејдубу Суму у 71. минуту утакмице против Викторије Плзењ.

## Репрезентација
Услед отказа и поштеде већег броја стандардних репрезентативаца, вршилац дужности селектора Србије, Младен Крстајић, накнадно је позвао Ивановића на азијску турнеју средином новембра 2017. године. Ивановић је дебитовао на пријатељској утакмици против Јужне Кореје, заменивши Адема Љајића у 90. минуту.

## Начин игре
Ивановић је 179 центиметара високи играч, који може да одговори захтевима на свим офанзивним позицијама. Током каријере је наступао најистуренији нападач, полушпиц, на крилним позицијама, али и као предњи везни играч. Тренер Спартака, Александар Веселиновић, у јесењем делу сезоне 2017/18, користио је Ивановића као организатора игре, односно другог нападача у пару са Немањом Николићем.
Као тренер београдског Партизана, Саво Милошевић је Ивановића најчешће користио на левој бочној страни офанзивног дела, на почетку такмичарске 2019/20. Њега је у том периоду, као и током протеклих припрема, лета 2019, најчешће мењао Филип Стевановић, док је касније на том месту прилику добијао и Такума Асано. Ивановић прво полувреме одиграо сусрета са Напретком у Крушевцу, у оквиру 4. кола Суперлиге Србије, одиграо иза најистуренијег Огњена Ожеговића, али је у наставку уместо њега у игру ушао Сејдуба Сума. Након нерешеног резултата на тој утакмици, новинар портала Моцартспорт, Дејан Станковић, у анализи Партизанове игре, Ивановића је оценио као фудбалера коме је потребан простор, те да његова игра не долази до изражаја уколико противничка екипа игра повучено.

## Статистика

#### Клупска
| Клуб                   | Сезона   | Лига                  | Лига    | Лига   | Национални куп | Национални куп | Европа  | Европа | Остало  | Остало | Укупно  | Укупно |
| Клуб                   | Сезона   | Дивизија              | Наступа | Голова | Наступа        | Голова         | Наступа | Голова | Наступа | Голова | Наступа | Голова |
| ---------------------- | -------- | --------------------- | ------- | ------ | -------------- | -------------- | ------- | ------ | ------- | ------ | ------- | ------ |
| Бачка 1901 (позајмица) | 2013/14. | Српска лига Војводина | 13      | 3      | —              | —              | —       | —      | —       | —      | 13      | 3      |
| Палић (позајмица)      | 2013/14. | Српска лига Војводина | 11      | 0      | —              | —              | —       | —      | —       | —      | 11      | 0      |
| Сента (позајмица)      | 2014/15. | Српска лига Војводина | 17      | 7      | —              | —              | —       | —      | —       | —      | 17      | 7      |
| Спартак Суботица       | 2014/15. | Суперлига Србије      | 15      | 3      | —              | —              | —       | —      | —       | —      | 15      | 3      |
| Спартак Суботица       | 2015/16. | Суперлига Србије      | 30      | 5      | 3              | 0              | —       | —      | —       | —      | 33      | 5      |
| Спартак Суботица       | 2016/17. | Суперлига Србије      | 35      | 8      | 2              | 1              | —       | —      | —       | —      | 37      | 9      |
| Спартак Суботица       | 2017/18. | Суперлига Србије      | 21      | 11     | 0              | 0              | —       | —      | —       | —      | 21      | 11     |
| Спартак Суботица       | Укупно   | Укупно                | 101     | 27     | 5              | 1              | —       | —      | —       | —      | 106     | 28     |
| Партизан               | 2017/18. | Суперлига Србије      | 12      | 2      | 3              | 0              | 1       | 0      | —       | —      | 16      | 2      |
| Каријера               | Каријера | Каријера              | 154     | 39     | 8              | 1              | 1       | 0      | —       | —      | 163     | 40     |

- Ажурирано 23. маја 2018. године

#### Репрезентативна
| Србија | Србија   | Србија |
| Године | Утакмица | Голова |
| ------ | -------- | ------ |
| 2017   | 1        | 0      |
| Укупно | 1        | 0      |

## Приватно
Рођен у Вуковару, осам дана по потписивању Ердутског споразума, Ивановић је у овом месту са породицом живео до своје друге године као припадник српске етничке заједнице. Породица Ивановић се потом преселила у Србију и настанила у Мокрину. Како су његови родитељи проглашени технолошким вишком у ливници, где су били запослени, Ђорђе је преузео бригу о породици након што је постао професионалац. Његов брат старији брат, Дејан, такође се аматерски бави фудбалом.

## Награде и признања

### Партизан
- Куп Србије (2) : 2017/18, 2018/19.

### Појединачно
- Најкориснији играч Суперлиге Србије: 2017/18. (први део сезоне)[45]
- Најбољи играч Спартака из Суботице: 2017.[46]